# ميشيل فونتين (لاعب رماية)
ميشيل فونتين (بالفرنسية: Michel Fontaine)‏ هو لاعب رماية فرنسي، ولد في 26 يناير 1934.

## وصلات خارجية
- ميشيل فونتين على موقع أوليمبيديا (الإنجليزية)